# Giorgio Venturini
Giorgio Venturini (ou Giorgio Rivalta) est un réalisateur et producteur italien né en 1906 et mort le 15 mars 1984 à Rome.

## Filmographie

### Réalisateur (sous le nom de Giorgio Rivalta)
- 1954 : Le Masque de fer (Il prigioniero del re) coréalisé avec Richard Pottier
- 1960 : Les Cosaques (I cosacchi) coréalisé avec Victor Tourjanski
- 1962 : Les Conquérants héroïques (La leggenda di Enea)

### Producteur
- 1948 : L'Ultima cena
- 1949 : La Mano della morta
- 1949 : Les Aventures de Guillaume Tell
- 1949 : Superstitions
- 1950 : Capitan Demonio
- 1950 : Gian le contrebandier
- 1951 : Abbiamo vinto !
- 1951 : Ha fatto 13
- 1952 : Le Chevalier des croisades
- 1952 : Le Fils de Lagardère
- 1952 : Milady et les Mousquetaires
- 1953 : Fille d'amour
- 1953 : Le Bourreau de Venise
- 1953 : Le Marchand de Venise
- 1953 : Le Trésor du Bengale
- 1954 : Le Tigre de Malaisie
- 1954 : Le Masque de fer
- 1954 : Le Mystère de la jungle noire
- 1954 : Le Prince au masque rouge
- 1954 : Repris de justice
- 1955 : La Veuve
- 1955 : Un émule de Cartouche
- 1960 : La Princesse du Nil
- 1962 : Cléopâtre, une reine pour César
- 1962 : Les Conquérants héroïques
- 1968 : Le Sexe des anges (film, 1968) (Il sesso degli angeli)
- 1969 : La Rançon de la chair (Vergogna schifosi)
- 1970 : Vague de chaleur
- 1972 : La colonna infame
- 1979 : L'Humanoïde
- 1983 : Paulo Roberto Cotechiño centravanti di sfondamento